# Bjørn Tidmand
Bjørn Tidmand (Copenaghen, 24 gennaio 1940) è un cantante danese.
Ha rappresentato la Danimarca all'Eurovision Song Contest 1964.